# تايزو كاواموتو
تايزو كاواموتو (川本 泰三) (ولد 17 يناير 1914 - 20 سبتمبر 1985) هو لاعب كرة قدم ياباني، شارك في دورة الألعاب الاولمبية الصيفية عام 1936 في برلين.

## روابط خارجية
1. ↑  "معلومات عن تايزو كاواموتو على موقع national-football-teams.com". national-football-teams.com. مؤرشف من الأصل في 2016-03-06.
2. ↑  "معلومات عن تايزو كاواموتو على موقع static.fifa.com". static.fifa.com. مؤرشف من الأصل في 2019-06-02.
3. ↑  "معلومات عن تايزو كاواموتو على موقع sports-reference.com". sports-reference.com. مؤرشف من الأصل في 2017-06-13.

Japan Football Association official site
- تايزو كاواموتو على موقع الاتحاد الدولي (مؤرشف)  (الإنجليزية)
- تايزو كاواموتو على موقع ناشيونال فوتبول تيمز (الإنجليزية)
- تايزو كاواموتو على موقع عالم كرة القدم.نت (الإنجليزية)
- تايزو كاواموتو على موقع أوليمبيديا (الإنجليزية)
- Profile at Archive.footballjapan.jp